# Imunost (medicina)
 Ovo je glavno značenje pojma Imunost (medicina). Za druga značenja pogledajte Imunitet.
Imunost ili otpornost (od lat. immunitas – oslobođen od službe, poreza) je medicinski pojam kojim se označava sposobnost organizma odupiranju i obrani od infekcija, bolesti ili neke druge biološke ili kemijske opasnosti. Imunost funkcionira poput mehanizma čija je uloga uspostavljanje barijera protiv patogena (virusi, bakterije, parazita), kancerogenih stanica, štetnih molekula i otrova (npr. zmijski). Sveukupni sustav odbrane organizma naziva se imunološki sustav.
Imunost obuhvaća specifične i ne-specifične komponente. Ne-specifične komponente se ponašaju kao barijere ili eliminatori velikog broja patogena bez obzira na njihovu antigenu sposobnost. Ostale komponente imunog sistema prilagođavaju se prema svakoj novoj nepoznatoj zarazi, znači, imaju (potencijalnu) sposobnost stvaranja imunosti za svaku pojedinu vrstu patogena.
Adaptivni imunitet se često dijeli na dva glavna tipa, u ovisnosti od toga na koji način je uspostavljen imunitet.
- Prirodno stečena imunost se uspostavlja kontaktom s izazivačem zaraze (odnosi se na "slučajan" kontakt).
- Umjetno stečena imunost se postiže isključivo namjernim intervencijama, npr. cijepljenjem.

Dalje, i ova dva tipa se mogu razvrstavati još i prema načinu sticanja imunosti:
- imunost je stvorena u samom organizmu
- imunost je prenesena u dati organizam iz već imunog organizma

## Pasivna imunost
Stiče se putem transfera antitijela ili aktiviranih T-stanica ali nije dugotrajna; ne traje duže od nekoliko mjeseci. 
- Prirodnim putem ova imunost se prenosi u trudnoći s majke na fetus preko placente i preko majčinog mlijeka na novorođenče.
- Umjetnim putem se antitijela na određeni patogen ili toksin prenose iz jednog čovjeka (ili nekih životinja, npr. konja) u drugog. Pasivna imunizacija se primjenjuje kad postoji visok rizik od infekcije a organizam nema dovoljno vremena na raspolaganju da razvije odgovarajuću imunu reakciju.

## Aktivna imunost
Aktivna imunost se stvara u organizmu putem antigena i traje daleko duže, ponekad cijeli život. Aktivna imunost je i aktivna i adaptivna. Napad patogena aktivira stvaranje određenih stanica s „memorijom“. Ponovna infekcija istim patogenom pokrenuće snažnu reakciju, brzu proizvodnju antitijela i neutralizaciju zaraze.

## Povijest
Imunost je važan predmet od interesa za čovječanstvo već od prapovijesti. U prošlosti se je smatralo se da bolesti izazivaju natprirodne sile, da je bolest božanska kazna za počinjene grijehe ili griješne misli.
Možda je prvi klinički opis imunosti napisan u Kitab fi al-jadari wa-al-hasbah (Traktat o boginjma i ospicama,) čije je autor perzijski lječnik Al-Razi. U svom radu on daje opis bolesti i smatra da izloženost izazivačima tih bolesti daje dugotrajni imunost.
Jean de Maleissye navodi da je Mithridat VI. iz Ponta uspijevao razviti imunost na određene zmijske otrove eksperimentirajući s konzumiranjem krvi životinja koje se hrane otrovnim zmijama. Osim toga je uzimao i blage doze zmijskog otrova kako bi razvio otpornost. Ovo je vrlo slično današnjim metodama primjene anatoksičnih seruma.
Ipak, tek će Louis Pasteurov rad u kojem objašnjava da su bolesti uzrokovane mikrobama i otkriće da nakon infekcije ljudski organizam razvija sposobnost obrane na buduće napade datog uzročnika dao zamah novoj znanosti - imunologiji.